# Exile-Nunatak
Der Exile-Nunatak ist ein 350 m hoher und isolierter Nunatak im westzentralen Teil der Alexander-I.-Insel westlich der Antarktischen Halbinsel. Er ragt im nordwestlichen Abschnitt des Händel-Piedmont-Gletschers auf.
Der britische Geograph Derek Searle vom Falkland Islands Dependencies Survey kartierte ihn 1960 anhand von Luftaufnahmen der US-amerikanischen Ronne Antarctic Research Expedition (1947–1948). Das UK Antarctic Place-Names Committee benannte ihn 1961 deskriptiv nach seiner isolierten geografischen Lage.